# Puchar Ligi Portugalskiej w piłce nożnej (2020/2021)
Taça da Liga (2020/2021) – 14. edycja rozgrywek Pucharu Ligi Portugalskiej w piłce nożnej. W pucharze występowało 8 zespołów. W finale Sporting CP pokonał SC Bragę zdobywając swój 3. triumf w tych rozgrywkach.

## Uczestnicy
| Primeira Liga                                                                        | Liga Portugal 2               |
| ------------------------------------------------------------------------------------ | ----------------------------- |
| - Sporting CP - SL Benfica - FC Porto - SC Braga - Vitória SC - FC Paços de Ferreira | - GD Estoril Praia - CD Mafra |

## 1/4 finału
Mecze ćwierćfinałowe zostały rozegrane w dniach 15-17 grudnia 2020 roku.
| 15 grudnia 2020 | Sporting CP             | 2:0   | CD Mafra |                                                                |
| 21:15           | Šporar 64' · Tabata 70' | (0:0) |          | Estádio José Alvalade, Lizbona Widzów: 0 Sędzia: Tiago Martins |

| 16 grudnia 2020 | FC Porto            | 2:1   | FC Paços de Ferreira |                                                          |
| 19:45           | Sarr 73' · Díaz 80' | (0:0) | 82' Castanheira      | Estádio do Dragão, Porto Widzów: 0 Sędzia: António Nobre |

| 16 grudnia 2020 | SL Benfica                            | 1:1 (pd.)               | Vitória SC                |                                                           |
| 22:00           | Pizzi 83' (k.)                        | (0:1, 1:1, 1:1, k. 4:1) | 16' Estupiñán             | Estádio da Luz, Lizbona Widzów: 0 Sędzia: Fábio Veríssimo |
| 22:00           | · Everton · Pizzi · Pires · Seferović | Rzuty karne             | · Almeida · Pepelu · Poha | Estádio da Luz, Lizbona Widzów: 0 Sędzia: Fábio Veríssimo |

| 17 grudnia 2020 | SC Braga               | 3:1   | GD Estoril Praia |                                                           |
| 21:15           | Paulinho 14', 59', 78' | (1:0) | 64' Franco       | Estádio Municipal de Braga Widzów: 0 Sędzia: Luís Godinho |

## 1/2 finału
Mecze półfinałowe zostały rozegrane w dniach 19-20 stycznia 2021 roku.
| 19 stycznia 2021 | Sporting CP       | 2:1   | FC Porto   |                                                                      |
| 20:45            | Cabral 86', 90+4' | (0:0) | 79' Marega | Estádio Dr. Magalhães Pessoa, Leiria Widzów: 0 Sędzia: João Pinheiro |

| 20 stycznia 2021 | SC Braga               | 2:1   | SL Benfica     |                                                                        |
| 21:15            | Ruiz 28' · Tormena 59' | (1:1) | 45' (k.) Pizzi | Estádio Dr. Magalhães Pessoa, Leiria Widzów: 0 Sędzia: Fábio Veríssimo |

## Finał
Mecz finałowy odbył się 23 stycznia 2021 roku na Estádio Dr. Magalhães Pessoa. W nim Sporting CP pokonał SC Bragę zdobywając swój 3. tytuł w historii.
| 23 stycznia 2021 | Sporting CP | 1:0   | SC Braga |                                                                      |
| 20:45            | Porro 41'   | (1:0) |          | Estádio Dr. Magalhães Pessoa, Leiria Widzów: 0 Sędzia: Tiago Martins |